# Юмашев, Иван Степанович
Ива́н Степа́нович Юма́шев (27 сентября (9 октября) 1895, Тифлис, Российская империя — 2 сентября 1972, Ленинград, РСФСР, СССР) — советский военно-морской деятель, командующий Черноморским и Тихоокеанским флотами, главнокомандующий ВМФ СССР (1947—1951), военно-морской министр СССР (1950—1951), адмирал (31.05.1943). Герой Советского Союза (14.09.1945).

## Служба до Великой Отечественной войны
Сын железнодорожного служащего.
В 1910 году за неуплату был отчислен из пятого класса реального училища. С 15 лет начал трудиться (сапожником, затем рабочим завода цементных изделий, рассыльным в управлении Закавказских железных дорог). После смерти отца переехал с матерью на её родину, в село Капустин Яр Астраханской губернии. Батрачил, затем стал работать писарем волостного правления.
В сентябре 1912 года поступил в Кронштадтскую школу юнг. Служил на Балтийском флоте, ходил в плавание на крейсере «Богатырь» кочегаром, машинистом, затем произведён в унтер-офицеры. Сразу после Февральской революции в 1917 году избран председателем матросского комитета береговой батареи в Ревеле. В сентябре 1917 года по болезни уволен с флота, вернулся в Капустин Яр. После Октябрьской революции избран председателем местного комитета бедноты и председателем сельсовета. В августе 1918 года вступил в РКП(б), стал командиром красного добровольческого отряда.
В феврале 1919 года добровольно вступил в Морские силы РККА, участник Гражданской войны 1918—1920 годов на кораблях Астрахано-Каспийской и Волжско-Каспийской (с июля 1919) военных флотилий, будучи комендором, старшим комендором, командиром батареи. Воевал на Волге и на Каспийском море, участвовал в обороне Астрахани.
С августа 1920 года служил в составе Морских сил Балтийского моря: в 1920—1921 годах — командир артиллерийского плутонга на линкоре «Петропавловск», затем помощник командира этого корабля (в 1921 году переименованного в «Марат»). Во время Кронштадтского восстания в марте 1921 года был арестован восставшими и до завершения штурма крепости Красной Армией сидел в тюрьме.
В 1924 году участвовал в первом дальнем походе советского флота — переходе из Архангельска во Владивосток на посыльном судне «Воровский».
Образование получил на специальных курсах комсостава флота (1925), тактических курсах командиров кораблей при Военно-морской академии (1932).
В 1925 году вернулся на Балтику: служил на эсминцах «Ленин» и «Войков», вторым помощником командира линкора «Марат».
С июля 1926 года служил в Морских силах Чёрного и Азовского морей: старший помощник командира крейсера «Коминтерн», с февраля 1927 года командир эскадренного миноносца «Дзержинский» («Калиакрия»). С 1932 года командир крейсера «Профинтерн», с 1934 года — дивизиона эсминцев, в 1935—1937 годах — бригады крейсеров.
При введении персональных воинских званий в СССР приказом наркома обороны СССР № 2488 от 28 ноября 1935 года Юмашеву И. С. было присвоено воинское звание флагман 2-го ранга. С сентября 1937 года — начальник штаба, с января 1938 года — командующий Черноморским флотом. Флагман 1-го ранга (3.04.1939).

## Тихоокеанский флот. Война
С марта 1939 года по январь 1947 года командовал Тихоокеанским флотом. При переаттестации присвоено звание вице-адмирала (4 июня 1940 года). Внёс большой вклад в развитие и укрепление флота, строительство военно-морских баз, аэродромов и береговой обороны на Дальнем Востоке. 31 мая 1943 года было присвоено воинское звание адмирал.
В августе—сентябре 1945 года Тихоокеанский флот под его командованием успешно содействовал войскам 1-го и 2-го Дальневосточных фронтов в разгроме Квантунской армии, участвовал в освобождении Южного Сахалина и Курильских островов.
«За образцовое выполнение заданий Верховного Главнокомандования по руководству боевыми операциями частей и кораблей Тихоокеанского флота против японских милитаристов и достигнутые в результате этих операций успехи» адмиралу И. С. Юмашеву Указом Президиума Верховного Совета СССР от 14 сентября 1945 года присвоено звание Героя Советского Союза с вручением ордена Ленина и медали «Золотая Звезда».

## Во главе ВМФ
После опалы главкома ВМФ Н. Г. Кузнецова с 17 января 1947 года являлся главнокомандующим ВМФ — заместителем министра Вооружённых Сил СССР. После создания Военно-морского министерства СССР И. С. Юмашев 25 февраля 1950 года был назначен министром (интересно, что его заместитель И. С. Исаков имел более высокое воинское звание — адмирала флота). Проделал большую работу по оснащению ВМФ новыми боевыми кораблями, самолётами, оружием и средствами управления, по освоению личным составом новой техники.
С февраля 1941 года по 24 февраля 1956 года — кандидат в члены ЦК ВКП(б)—КПСС. 10 февраля 1946 года избран депутатом Верховного Совета СССР 2-го созыва (1946—1950).
Однако в начале июля 1951 года под председательством И. В. Сталина состоялось заседание Главного военного совета ВМФ, на котором руководство флота было подвергнуто суровой критике. По воспоминаниям участвующего в заседании адмирала В. И. Платонова, в своём выступлении И. В. Сталин признал, что СССР отстаёт от крупных морских держав на 7–8 лет, и потребовал наверстать упущенное. Лично об Юмашеве Сталин заявил следующее: 

Адмиралов И. С. Юмашева и А. Г. Головко он [Сталин] подверг резкой критике, что означало их неизбежную смену.

— Иван Степанович Юмашев, — говорил Сталин, — человек чистой совести и чести, большой отваги и храбрости, отличный, опытный моряк, человек редкой доброты, но не министр. Все дело он перепоручил помощникам, а власть выпустил из рук. Помощниками не руководит, часто болеет.
Кроме того, Сталин был недоволен тем, что министр периодически уходит в алкогольный запой.
В результате И. С. Юмашев 20 июля 1951 года был освобождён от должности и вновь передал обязанности военно-морского министра Н. Г. Кузнецову.

## Последующая служба
С августа 1951 года — начальник Военно-морской ордена Ленина академии имени К. Е. Ворошилова (Ленинград). В январе 1957 года уволен в отставку.
Скончался 2 сентября 1972 года. Похоронен на Серафимовском кладбище (Коммунистическая площадка) Ленинграда.

## Награды
- Герой Советского Союза (14.09.1945)
- Шесть орденов Ленина (31.05.1943, 21.02.1945, 10.08.1945, 14.09.1945, 08.10.1955, 09.10.1965)
- Три ордена Красного Знамени (22.02.1938, 03.11.1944, 20.06.1949)
- Орден Красной Звезды (23.12.1935)[7]
- Ряд медалей СССР

Иностранные награды
- Орден Возрождения Польши 1-й степени (Польша)
- Орден Государственного флага 1-й степени (КНДР, 23.12.1948)
- Медаль «За освобождение Кореи» (КНДР, 16.10.1948)
- Медаль «Китайско-советская дружба» (КНР)

## Память
- Его именем в 1976 году назван построенный на судостроительном заводе имени А. А. Жданова большой противолодочный корабль, служивший на Северном флоте в 1978—1992 годах.
- Именем «Адмирал Юмашев» назван  фрегат проекта 22350, заложенный на Северной верфи Санкт-Петербурга в 2020 году[8].
- Именем И. С. Юмашева названы улицы в городах Владивостоке, Севастополе, Екатеринбург и Тбилиси.

## Сочинения
- Тихоокеанский флот в боях за Родину // Освободительная миссия на Востоке. — М., 1976.